# Hexenkessel Miami
Hexenkessel Miami (Originaltitel: Cat Chaser) ist ein US-amerikanischer Heist-Movie aus dem Jahr 1989. Regie führte Abel Ferrara; Peter Weller und Kelly McGillis sind in den Hauptrollen zu sehen. Der Film basiert auf dem gleichnamigen Roman von Elmore Leonard aus dem Jahr 1982.
Eine dreistündige Rohfassung von Cat Chaser wurde im Sommer 2014 im Anthology Film Archives in New York City gezeigt. Ferrara, Weller und andere Beteiligte äußerten sich unzufrieden mit der veröffentlichten Version, insbesondere mit dem hinzugefügten allwissenden Erzähler (Weller weigerte sich, diesen Erzähler zu übernehmen, weshalb die Produzenten Peter Davis und William Panzer stattdessen den Schauspieler Reni Santoni engagierten.)

## Handlung
George Moran ist ein ehemaliger Marine und Veteran der Intervention in der Dominikanischen Republik, der heute ein kleines Strandmotel in Miami betreibt. Auf der Suche nach einer Dominikanerin namens Luci Palma, die ihm 1965 das Leben rettete (und ihm den Spitznamen „Katzenjägerin“ gab), beginnt er eine Beziehung mit Mary DeBoya, der wohlhabenden, unglücklichen Ehefrau eines sadistischen ehemaligen dominikanischen Generals. Moran wird in ein Komplott seines Kameraden Nolen Tyner und des ehemaligen New Yorker Polizisten Jiggs Scully verwickelt, um den General zu betrügen. Dabei muss sich der Protagonist jedoch selbst mehreren Betrügereien entziehen, während er und Mary versuchen, ihre Freiheit sowie zwei Millionen Dollar aus dem Vermögen des Generals zu erlangen.

## Produktion
Der Film wurde in Old San Juan, Miami und Coral Gables, Florida, gedreht, da die Crew nach der Suche nach Drehorten in Santo Domingo zu dem Schluss kam, dass Dreharbeiten dort zu gefährlich und zu teuer wären.
Die Dreharbeiten waren für McGillis keine schöne Erfahrung, die danach fast ein Jahrzehnt lang keinen größeren Film mehr drehte. 2001 sagte sie: „Es war die schlimmste Erfahrung meines Lebens, und ich sagte mir: Wenn Schauspielerei so sein soll, dann lasse ich es. Am letzten Drehtag fragte ich Abel: ‚Bist du fertig mit mir?‘ Er sagte: ‚Ja.‘ Ich ging in meinen Wohnwagen und rasierte mir den Kopf. Ich sagte: ‚Verpiss dich, ich will nie wieder schauspielern.‘“
In einer 2015 von Sam Weisberg von Hidden Films verfassten mündlichen Überlieferung über die Dreharbeiten zu Cat Chaser gaben Peter Weller und verschiedene Crewmitglieder zu, dass es während der Dreharbeiten zu offenen Auseinandersetzungen zwischen Weller und McGillis gekommen sei. Weller behauptete, den Grund dafür nie herausgefunden zu haben. Mehrere Crewmitglieder bestätigten, dass McGillis nach dem Dreh einer Liebesszene mit Weller vom Set stürmte, waren sich jedoch über den genauen Grund ihres Wutausbruchs uneinig.
Abel Ferrara fand die Vergewaltigungsszene zu körperlich und wollte deshalb ein Double für die Dreharbeiten engagieren. Laut Ferrara war Kelly McGillis sehr verärgert, als sie erfuhr, dass sie die Szene nicht drehen würde. Er sagte, McGillis habe ihm vorgeworfen, sie zu ersetzen, weil er sie nicht schön genug fand. Schließlich arbeiteten McGillis und Ferrara die Szene so aus, dass sie sie selbst drehen konnte. Laut Ferrara habe die Schauspielerin die Szene im Wesentlichen selbst geschrieben.
Der Film erschien 1991 in den USA bei Vestron Video auf VHS, 1994 in Großbritannien bei 4 Front und 2003 erstmals auf DVD bei Lions Gate/Artisan. In Großbritannien erschien er 2004 bei Arrow Films. Die Lions Gate-DVD zeigte Weller und McGillis auf dem Cover mit dem Text „Passion. Greed. Murder. Tonight They Pay“ und vermarktete die Geschichte als Erotikthriller.

## Rezeption
Der Film erhielt gemischte Kritiken. Die Zustimmungsrate auf Rotten Tomatoes liegt bei 40 %, basierend auf 5 Rezensionen und einem gewichteten Durchschnitt von 4,85/10. Variety schrieb: „Trotz einer hervorragenden Besetzung und der stimmungsvollen Regie von Abel Ferrara erreicht der Film nicht ganz die Erwartungen, ist aber auf jeden Fall einen Blick wert.“ Entertainment Weekly nannte den Film „barock schmierig“ und schrieb, er ergebe keinen Sinn. Die Roanoke Times beschrieb den Film: „Trotz einiger schwerwiegender Mängel ist ‚Cat Chaser‘ eine der besseren Verfilmungen eines Romans von Elmore Leonard.“ Weller wurde von Mick Martin und Marsha Porter im „The Video Movie Guide 1995“ für seine „steife Leistung“ kritisiert.
Das Lexikon des internationalen Films urteilt: „Ein perfekt getimter Thriller, der sich an den großen Vorbildern der ‚Schwarzen Serie‘ orientiert und eine Lektion über die Schlechtigkeit der Welt erteilt. Für Freunde des Genres von Interesse und durch die hörenswerte Filmmusik ein besonderer Leckerbissen.“
Der Film wurde 1989 beim Mystfest für den Preis für den besten Film nominiert.